# Richer de Lieja
Richer de Lieja (altres noms Richarius, Richerus, Richar, Richer) va ser abat de l'abadia de Prüm (899-920) i bisbe de Lieja de 921 a 945. Eixia de la nissaga dels comtes de Metz. Tot i que la seu del bisbat s'havia transferit a Maastricht el 549 i a Lieja el 705 sota Hubert, els bisbes van continuar a dir-se Tungrensis (llatí) de Tongeren), Ricari va ser el primer que es deia oficialment de Lieja.
Va succeir el bisbe Hilduí, destituït i excomunicat pel Papa Joan X per causa de simonia. A l'inici, va aliar-se amb de Carles III, contra Giselbert, l'aliat d'Hilduí. Ricari va triar més tard el camp del rei Otó I de Germània, futur emperador del Sacre Imperi Romanogermànic (el 962), contra son germà Enric I de Baviera i els seus aliats Gislebert de Lotaríngia i Lluís IV de França. Una opció que va portar molts beneficis a Lieja, com que va trobar-se del costat dels vencedors, segons Fabritius.
Morí el 23 de juliol de 945 i va ser sebollit a la col·legiata de Sant Pere a Lieja.